# Mashonaland West
Mashonaland West este o provincie (diviziune de gradul I) în partea de nord a statului Zimbabwe. Reședința este orașul Chinhoyi.

## Districte
Provincia are un număr de 6 districte:
- Chegutu
- Hurungwe
- Kadoma
- Kariba
- Makonde
- Zvimba